# Rusina demaculata
Rusina demaculata là một loài bướm đêm trong họ Noctuidae.